# Rosa setigera
Rosa setigera (prairie rose; sin.  R. trifoliata) es una especie de rosa de la familia de las rosáceas, clasificada en la sección Synstylae, originaria de América del Norte de la región comprendida entre el Atlántico y las Montañas Rocosas. Tolera la zona de rusticidad delimitada por el departamento USDA, de nivel 5 a 8.

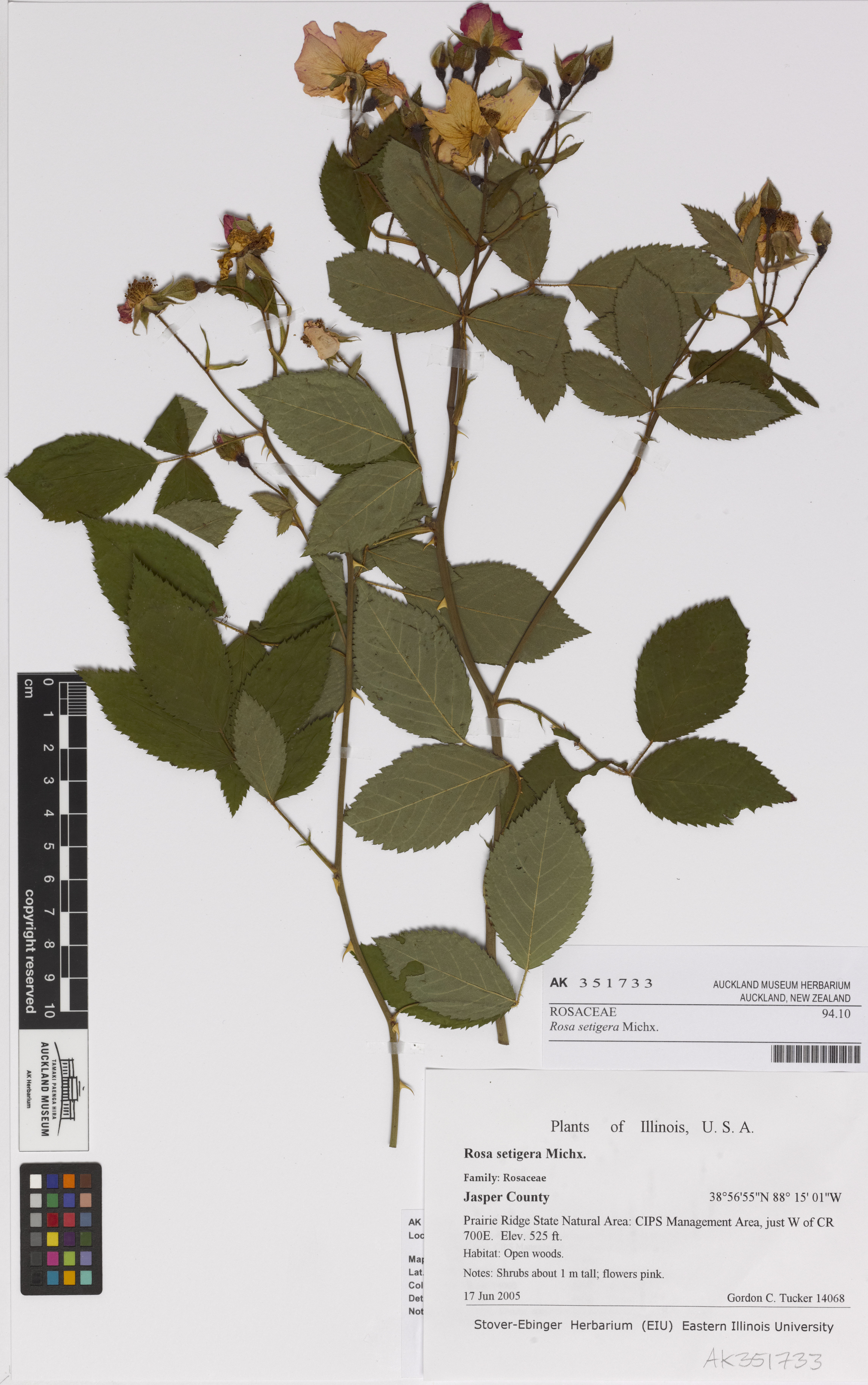
Espécimen de herbario de Rosa setigera

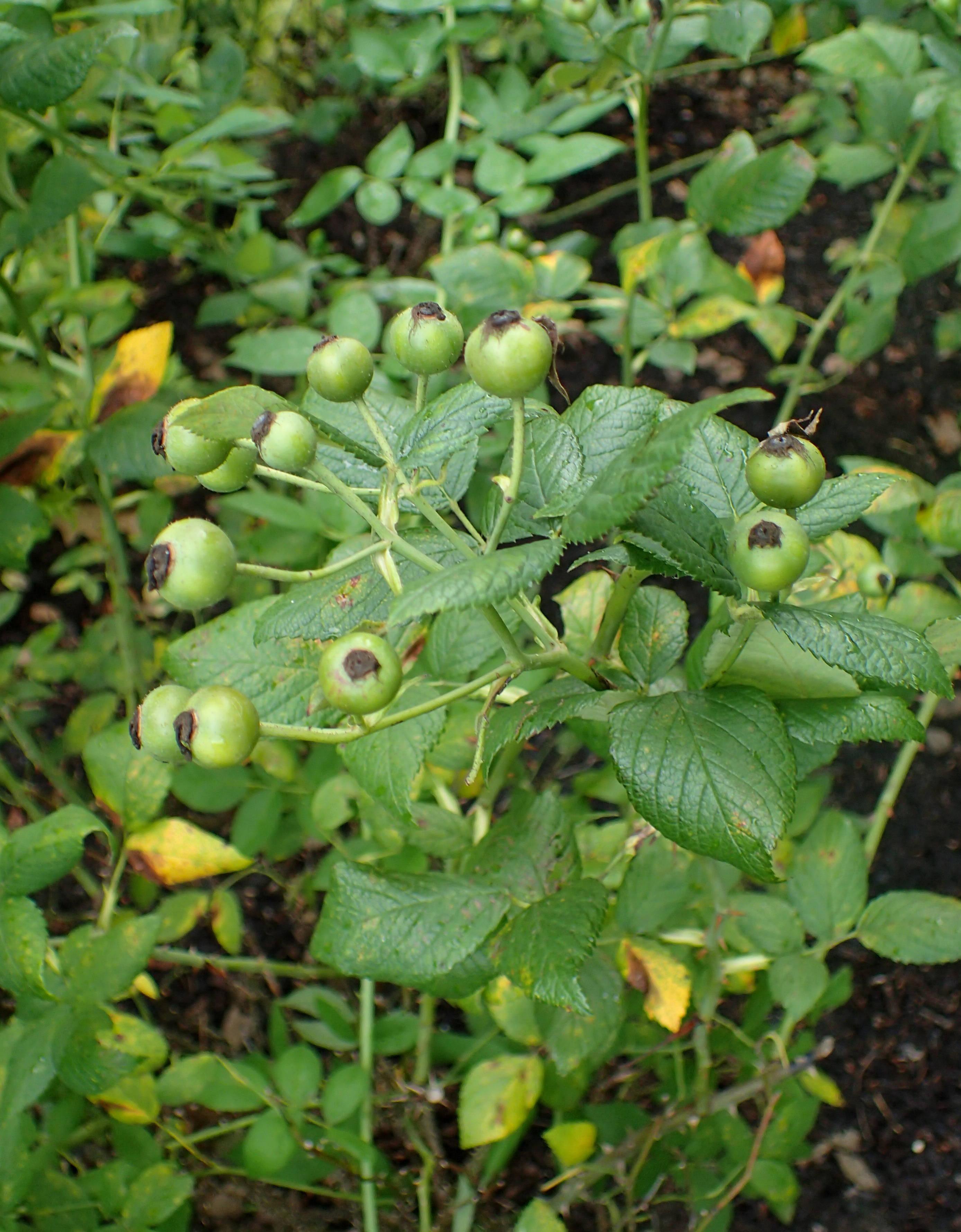
Frutos y hojas de Rosa setigera

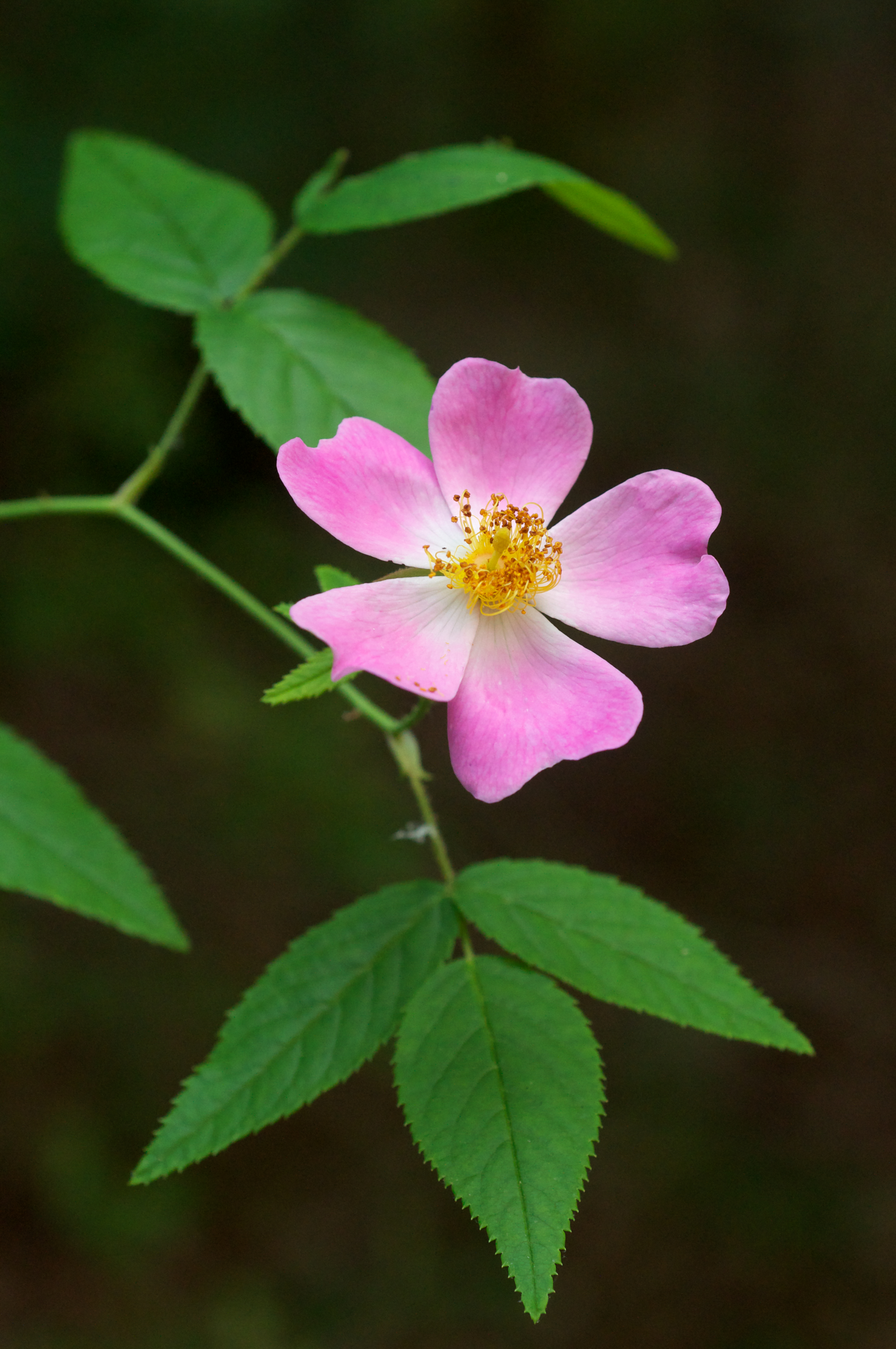
Flor

## Distribución
Aunque en gran parte de América del Norte es planta nativa, se cree que algunas poblaciones de Massachusetts, Connecticut y New Hampshire son importadas, ya que se desarrollan principalmente en los bordes de las carreteras.

## Descripción
Es un arbusto caduco semi-yacente muy rústico de uno o dos metros de altura. Sus tallos son arqueados y tienen pocas pequeñas espinas. Sus hojas imparipinnadas suelen tener tres, raramente cinco, foliolos ovalados, de 3-9 cm de largo.
Las flores, de unos 5 cm de diámetro y agrupadas en corimbos paniculados, son rosadas y muy fragantes. La floración ocurre de junio a agosto.  Fruto escaramujo rojo anaranjado, globoso de 10-15 mm de diámetro.

## Jardinería
Rosa setigera se utiliza como cobertura del suelo.
Como rosa trepadora es una  arbusto que puede trepar usando su soporte curvo robusto ; por lo tanto, constituye una buena cobertura también en emparrillados.

## Híbridos
Sus híbridos más antiguos han desaparecido excepto la 'Baltimore Belle' obtenida por Feast en 1834, muy rústica, con fragantes flores rosas muy dobles. La floración es tardía, en julio-agosto.
- 'Aurelia Liffa' (Geschwind]], 1886) (R. setigera × 'Marie Baumann')
- 'Erinnerung an Brod' (Geschwind, 1886 ) con flores dobles de color rosa oscuro; acaba de ser encontrado;
- 'American Pillar' Van Fleet 1902, (R. wichuraiana × R. setigera) × seedling)
- 'Doblones' (Howard 1934  : Rosa setigera × Rosa foetida bicolor ) con ramos de flores dobles fragantes de color amarillo oscuro.
- 'Jean Lafitte' (Horvath, 1934) con flores de copa rosa brillante, muy fragante.
- 'Long John Silver' (Horvath, 1934) con flores fragantes grandes, muy dobles, blancas, en forma de copa.

## Taxonomía
Rosa setigera fue descrita por André Michaux y publicado en Histoire et mémoires de l'académie royale des sciences..... 3: 326. 1810.
Etimología
Rosa: nombre genérico que proviene directamente y sin cambios del latín rosa que deriva a su vez del griego antiguo rhódon, con el significado que conocemos: «la rosa» o «la flor del rosal»
setigera: epíteto latíno "setiger que significa "como erizado".
Sinonimia
- Rosa fenestrata Donn ex Tratt. 1823.
- Rosa rubifolia R. Br. 1811
- Rosa rubifolia var. fenestralis Lindl. 1820
- Rosa setigera f. alba Steyerm. 1952
- Rosa setigera f. inermis E.J.Palmer & Steyerm 1935
- Rosa setigera f. serena (E.J.Palmer & Steyerm.) 1948
- Rosa setigera var. glabra Torr. & A.Gray 1840, nom. inadmiss.
- Rosa setigera var. serena E.J.Palmer & Steyerm 1935
- Rosa setigera var. tomentosa Torr. & A.Gray 1840.
- Rosa trifoliata Raf. 1820.[5]